# Ухтомский (Ярославская область)
Ухтомский — посёлок в Первомайском районе Ярославской области. Входит в состав Кукобойского сельского поселения.

## История
В 1968 г. указом президиума ВС РСФСР посёлок при Первомайском льнозаводе переименован в Ухтомский.

## Население
| 2007 | 2010 |
| ---- | ---- |
| 80   | ↘66  |